# Наумовка (Северный район)
Наумовка — село в Северном районе Оренбургской области России. Входит в состав Староборискинского сельсовета.

## География
Село находится в северо-западной части Оренбургской области, в пределах Бугульминско-Белебеевской возвышенности, в степной зоне, на берегах реки Камышлы, на расстоянии примерно 7 километров (по прямой) к северо-западу от села Северного, административного центра района. Абсолютная высота — 147 метров над уровнем моря.
Климат
Климат характеризуется как континентальный с продолжительной морозной зимой, тёплым летом и относительно короткими весной и осенью. Продолжительность безморозного периода составляет 115—125 дней. Среднегодовое количество атмосферных осадков превышает 400 мм.
Часовой пояс
Село Наумовка, как и вся Оренбургская область, находится в часовой зоне МСК+2. Смещение применяемого времени относительно UTC составляет +5:00.

## Население
| 2010 |
| ---- |
| 66   |

Половой состав
По данным Всероссийской переписи населения 2010 года в половой структуре населения мужчины составляли 50 %, женщины — соответственно также 50 %.
Национальный состав
Согласно результатам переписи 2002 года, в национальной структуре населения мордва составляла 79 % из 107 чел.